# Pascal Chane-Teng
Pour les articles homonymes, voir Teng (homonymie).
Pascal Chane-Teng est un évêque catholique français. Après avoir été vicaire général du diocèse de Saint-Denis de La Réunion, il a été nommé évêque du même diocèse le 19 juillet 2023, pour succéder à Gilbert Aubry, qui a démissionné pour limite d'âge.

## Biographie

### Famille
Il appartient à une famille d’origine chinoise de culture hakka, immigrée dans l’océan Indien à la fin du XIXe siècle et à La Réunion en 1923. Sa famille, originaire de la province Sud du Guangdong (Canton (Chine)), de la région de Meizhou, entretient encore des liens réguliers avec son village d’origine.

### Études
Pascal Chane-Teng détient un baccalauréat littéraire (1989) et il a deux maîtrises : en droit général (Aix-en-Provence) et en droit privé (Clermont-Ferrand, 1989-1994). Il possède également une licence en histoire de l’art (Clermont-Ferrand).
En 1998-2003, il fait ses études aux séminaires à Saint-Denis de La Réunion et à Bayonne (France). De 2008 à 2010, il fait ses études à l’Université grégorienne de Rome obtenant un diplôme à l’Institut des études interdisciplinaires sur les religions et les cultures (ISIRC). Il obtient une licence canonique en missiologie à l’Université pontificale urbanienne (Rome, 2010-2012).

### Fonctions religieuses
De 2003 à 2004, il est diacre à Biarritz. Il est ordonné prêtre le 15 août 2004 au Tampon, sur l'île de La Réunion. De 2004 à 2007, il est vicaire à la paroisse de Saint-Benoît.
De 2012 à 2013, il est administrateur de la paroisse Saint-François d’Assise au Tampon. De 2013 à 2017, il est curé de la paroisse Notre-Dame de la Délivrance à Saint-Denis de La Réunion. De 2017 à 2023, il est curé de la paroisse Notre-Dame de l’Assomption à Sainte-Marie.
Par ailleurs Pascal Chane-Teng a occupé d'autres responsabilités: président du syndicat ecclésiastique; membre du groupe de dialogue interreligieux (GDIR) de La Réunion ; membre d’une équipe de prêtres qui se réunit autour de la spiritualité de saint François de Sales; coordinateur des messes pour le Nouvel An chinois et des messes pour les ancêtres d’origine chinoise.
Le 19 juillet 2023, il est nommé évêque de Saint-Denis de La Réunion par le pape François, succédant à Gilbert Aubry. Il est ordonné le 15 octobre à l'occasion d'une cérémonie organisée au Chaudron à Saint-Denis, lors d'une messe présidé par l'évêque émérite du diocèse Gilbert Aubry assisté du cardinal Maurice Piat, évêque émérite de Port-Louis et du président de la Conférence des évêques de France, Éric de Moulins-Beaufort, archevêque métropolitain de Reims, en présence de Tomasz Grysa, délégué apostolique des Comores et de La Réunion, de Jean Michaël Durhône, évêque de Port-Louis (Maurice), de Fabien Raharilamboniaina, evêque de Morondava, de Jean Nicolas Rakotojaona (de), évêque auxiliaire de Morondava, de Charles Mahuza Yava vicaire apostolique des Comores et de José Alfredo Caires de Nobrega (en), évêque de Mananjary. Sa première messe et son installation en la cathèdre de la cathédrale Saint-Denis de Saint-Denis de La Réunion ont lieu le 18 octobre 2023.